# Saroglossa
Saroglossa is een geslacht van zangvogels uit de familie  spreeuwen (Sturnidae). Er is één soort:
- Saroglossa spilopterus  –  Marmerspreeuw